# 13.er distrito local de Baja California
El 13.er distrito electoral local de Baja California es uno de los 17 distritos electorales en los que se encuentra dividido el territorio del estado de Baja California. Su cabecera es Tijuana.
Desde el proceso de redistritación de 2015, está situado en la mancha urbana de la ciudad, abarcando la zona sur, es decir, parte de la delegación municipal Sánchez Taboada, La Mesa y La Presa Este.

## Distritaciones anteriores

### Distritación 1983
En 1983 se crea el 13.er distrito local para las elecciones de ese año. El distrito correspondía al municipio de Ensenada.

### Distritación 1986
3 años después, el distrito se traslada a la ciudad de Tijuana, abarcando la zona este del municipio.

## Diputados electos
| Municipio | Legislatura | Diputado                                 | Partido |
| --------- | ----------- | ---------------------------------------- | ------- |
| Ensenada  | XI          | Luis González Ruiz                       |         |
| Tijuana   | XII         | Salvador Aguirre Sánchez                 |         |
| Tijuana   | XIII        | Guillermo Salomón Miranda Rodríguez      |         |
| Tijuana   | XIV         | Rafaela Martínez Cantú                   |         |
| Tijuana   | XV          | Javier Julián Castañeda Pomposo          |         |
| Tijuana   | XVI         | Héctor Baltazar Chipres                  |         |
| Tijuana   | XVII        | Juan Terrazas Silva                      |         |
| Tijuana   | XVIII       | Miguel Lemus Zendejas                    |         |
| Tijuana   | XIX         | Antonio Ricardo Cano Jiménez             |         |
| Tijuana   | XX          | Gregorio Barreto Luna                    |         |
| Tijuana   | XXI         | Irma Martínez Manríquez                  |         |
| Tijuana   | XXII        | Carlos Torres Torres                     |         |
| Tijuana   | XXIII       | Monserrat Caballero Ramírez              |         |
| Tijuana   | XXIV        | Gloria Arcelia Miramontes Plantillas [R] |         |
| Tijuana   | XXV         | Gloria Arcelia Miramontes Plantillas [R] |         |